# Ilia Datoenasjvili
Ilia Datoenasjvili (Georgisch: ილია დათუნაშვილი, Russisch: Илья Ильич Датунашвили) (Batoemi, 1 september 1937 – Tbilisi, 11 februari 2022) was een voetballer uit de Sovjet-Unie van Georgische afkomst. In het Russisch werd zijn voornaam geschreven als Ilja.

## Biografie
Datoenasjvili begon zijn carrière bij Kolmeoerne Lantsjchoeti en ging in 1958 naar Torpedo Koetaisi en een jaar later naar Dinamo Tbilisi. In 1964 werd hij kampioen met de club en in 1966 was hij topschutter van de competitie. Op 22 september 1966 scoorde hij 5 keer in één wedstrijd tegen Ararat Jerevan, een prestatie die enkel Jevgeni Sjelagin hem had voorgedaan in 1938.
Datoenasjvili overleed op 84-jarige leeftijd.